# Infāq al-maysūr fī tārīkh bilād al-takrūr

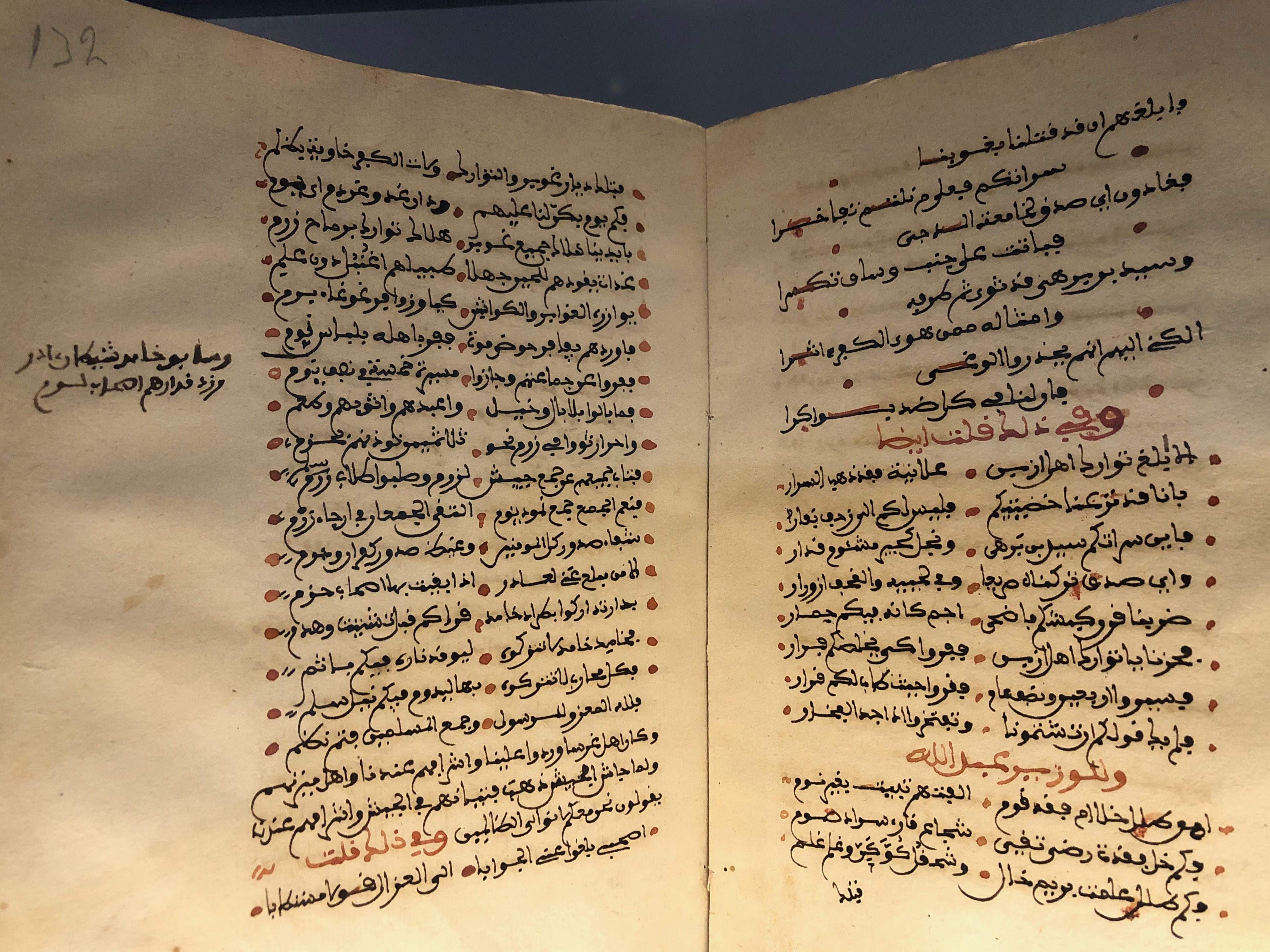
Manuscrit de la Bibliothèque nationale du royaume du Maroc (BNRM) à Rabat exposé au Musée Mohammed VI d’art moderne et contemporain

Écrit en langue arabe au début du xixe siècle et compilé en 1812, l’ouvrage Infāq al-maysūr fī tārīkh bilād al-takrūr (La Contribution bénéfique à l’histoire des Terres de Takrūr), parfois orthographié Infaku'l Maisuri ou Infaq al-maysur, est l’œuvre principale du second sultan du Sultanat de Sokoto, Muḥammad Bello, encore prince au moment de l’écriture. C'est à la mort de son père Usman dan Fodio en 1817 qu'il lui succède sur le trône du sultanat de Sokoto. Avec Infāq al-maysūr fī tārīkh bilād al-takrūr, Muḥammad Bello, qui règne jusqu’en 1837, s’inscrit dans la tradition politico-savante des Sultans de Sokoto entamée par son père dans Tanbīh al-Ikhwān, 1811.
Dans cette œuvre Muḥammad Bello offre à la fois une histoire du Sultanat de Sokoto et réinscrit la région du Sahel central au sein du monde islamique. L'Infāq al-maysūr fī tārīkh bilād al-takrūr revient sur le contexte socio-politique et la géographie de la région. Des versions manuscrites de l'Infāq al-maysūr fī tārīkh bilād al-takrūr sont conservées dans plusieurs bibliothèques africaines et européennes : à Dakar, Ibadan, Kaduna, Rabat, Leiden, Sokoto, Tombouctou, Zaria, Legon mais aussi à Londres et Yaoundé. Une copie du manuscrit est conservée à la BULAC sous la côte MS.ARA.450.

## Œuvre politico-religieuse, dujihādd’Usman dan FodioauSultan de Sokoto
L’ouvrage de Muḥammad Bello est compilé en manuscrit en 1812 et est publié pour la première fois en 1963 par Ahmadu Bello Sardauna de Sokoto. Muḥammad Bello, s’inscrit dans l’héritage de son père, il écrit l'Infāq al-maysūr fī tārīkh bilād al-takrūr quelques années seulement après que celui-ci est rédigé son ouvrage Tanbīh al-Ikhwān. L’ouvrage est clairement doté d’une dimension politique et apologétique. En effet, l’auteur légitime le jihād mené par son père en évoquant trois arguments centraux ; la mauvaise gouvernance des souverains, l’incompétence des ‘ulamā’ et l’islam des sujets influencé par des rites syncrétiques païens. Ainsi, selon Muḥammad Bello, le jihād   a permis d’intégrer les territoires mal islamisés nouvellement conquis à la Umma. Ce processus de takfirisme, permet, en mettant en avant la corruption morale et la mauvaise islamisation de souligner la légitimité politique du jihād .  À titre d’exemple, l’ouvrage désigne le pays Yoruba comme une région non islamisée, Aḥmad Bābā est invoqué, en outre, la mise en esclavage de musulmans justifie les attaques. Les meneurs du jihād  déterminent les critères d’islamité d’une population, « ils approuvèrent l’attaque en 1808 par leurs partisans de Borno, un royaume musulman" proche du lac Tchad.
De plus, la longue biographie réalisée en hommage à Usman dan Fodio revient à la fois sur sa piété, soufie héritière de la tradition de sainteté au sein de la Qādiriyya et son courage militaire à travers les différentes conquêtes militaires et razzias menées.

## Inscrire leSaheldans le Dār al-islām.
Dans le cadre de l’exposition « Trésors d’Afrique », Infāq al-maysūr fī tārīkh bilād al-takrūr, initialement conservé à la Bibliothèque nationale du royaume du Maroc (BNRM) à Rabat, est exposé au Musée Mohammed VI d’art moderne et contemporain au sein de la capitale marocain. Ceci témoigne des échanges religieux et intellectuels entre le Maghreb et le reste du continent africain musulman mais aussi de l’importance accordée aux savants du Sahara et du Sahel dans les bibliothèques nord-africaines.
Œuvre en arabe littéral, Infāq al-maysūr fī tārīkh bilād al-takrūr s’inscrit dans l’histoire des chroniques historico-géographiques du monde islamique à l’image d’al-Bakrī, al-Idrisī, Ibn Batūta, elle place le « bilād al-takrūr » au sein du monde musulman. Muḥammad Bello précise que « bilād al-takrūr » est la région occidentale du sud du bilād al-sūdān, caractérisée, par une culture savante musulmane peu documentée, délimité à l’est par Fur et l’ouest par les villes de Wadi et Bagurmi. La diversité et la richesse toponymique témoigne de la dimension encyclopédique d’Infāq al-maysūr qui vise à travers la description géographique, retracer l’histoire religieuse et intellectuelle de la région. Contrairement à al-Walātī, Muḥammad Bello donne une définition plus large de Bilād Takrūr, il explique que ce nom est répandu dans le Hijaz, en Egypte et dans l’Abyssinie. Il précise que dans al-Qāmūs al-Muḥīṭ de Majd al-Dīn Fīrūzābādī, Bilād Takrūr est perçue comme une région du Maghreb. De plus, dans certaines sources que l’auteur d’ Infāq al-maysūr a consulté, Bilād Takrūr  est associé à Kano, Katsina et Tombouctou.

### Sources primaires
- Muḥammad Bello,Infāq al-maysūr  [Infāq al-maysūr of Muḥammad Bello], edited from local manuscripts by C.E.J. Whitting. London: Luzac & Co., 1951.
- Original en arabe :Muḥammad Bello, Infāq al-maysūr fī tārīkh bilād al-takrūr, al-mamlaka al-maghribīyah, Jāmiʻat Muḥammad al-Khāmis, Ma’had al-Dirāsāt al-Ifrīqīyah, 1996.
- Traduction anglaise : Muḥammad Bello, Infāq al-maysūr, manuscrit rédigé par le sultan de Sokoto « Appendix n° XII: Translation of an Arabic M. S. Brought by Captain Clapperton from the Interior of Africa, Containing a Geographical and Historical Account of the Kingdom of Takroor, Now Under the Control of Sultan Mohammed Bello of Hoossa, Extracted from a Larger Work Composed by the Said Sultan », in Major Denham, Captain Clapperton, and the late doctor Oudney, Discoveries in Northern and Central Africa in Years 1822, 1823, and 1824, John Murray, Londres, 1826, p. 158-167.

### Sources secondaires
- Ibrahim Aliyu Kofar Sauri, Ibrahim Shu’aibu Sa’id, «An Analytical Study ofthe Biography Of SulṭānMuhammad Bello and His Book: “InfāqAl-Maysūr” », Volume 5, Issue 2, International Journal of Intellectual Discourse (IJID), 2022, p. 234-244.
- John O Hunwick, Arabic literature of Africa volume II : The Writings of Central Sudanic Africa, Brill, 1995, p.119.
- John O. Hunwick, “A supplement to Infāq al-maysūr: The Biographical notes of ABD AL-QĀDIR B. AL-MUṢṬAFĀ”, Sudanic Africa, vol. 7, 1996, p.35-51.
- July Blalack, « Al-wasīṭ Arabic literary history and the invention of Bilād Shinqīt », L’Ouest Saharien, Editions L’Harmattan, vol.17, 2022, p.21 à 37.
- Kota Kariya, « Muwālāt and Apostasy in the Early Sokoto Caliphate », Islamic Africa, 2018, Vol. 9, N°2 (2018), p. 179-208
- Murray Last, The Sokoto Caliphate. Londres, 1967, 280 p.
- Ojo Olatunji, « Chapitre 2. Ordonner le désordre : aspects légaux et « éthiques » de l’esclavage en pays Yoruba », Annie Fitte-Duval éd., Droit et esclavages. Théorie et pratiques en Afrique et dans les Amériques (XVe – XIXe siècles). Karthala, 2022, p. 53-80.
- Paul Naylor, From Rebels to Rulers. Writing Legitimacy in the Early Sokoto State, Londres, James Currey (Boydell & Brewer), 2021, 228 p.
- Stephanie Zehnle, A Geography of Jihad: Jihadist Concepts of Space and Sokoto Warfare (West Africa, ca. 1800–1850), PhD diss., Université de Kassel, 2015, 495 p.